# Сорорат
Сорорат (от лат. soror «сестра») — обычай, по которому мужчина вступает в брак одновременно или последовательно с несколькими родными или двоюродными сёстрами жены. Такой брак заключался как во время супружества, несмотря на то, что жена ещё жива, так и после её смерти.
Широко распространён в качестве предпочтительной или обязательной нормы в традиционных и архаичных обществах. Считается, что сорорат связан с традицией брачного выкупа: смерть женщины, за которую заплачен выкуп, должна быть возмещена её родственной группой, особенно если умершая не оставила детей. Термин «сорорат» введён Дж. Фрезером. Ранее было распространено объяснение сорората как пережитка группового брака. Женитьба на сёстрах практиковалась также как форма полигинии.
Сороратные браки практикуют представители некоторых племён индейцев Северной Америки, а также народов Индии. В некоторых культурах сорорат также допускается в том случае, если первая жена оказывается бесплодной. При этом дети, рождённые от второй жены, считаются принадлежащими, как правило, первой супруге.